# Australasian Championships 1912
Gli Australasian Championships 1912 (conosciuto oggi come Australian Open) sono stati l'8ª edizione degli Australasian Championships 
e quarta prova stagionale dello Slam per il 1912. Si è disputato tra il 30 dicembre 1912 e il 1º gennaio 1913 sui campi in erba del Hastings Lawn Tennis Club di Hastings in Nuova Zelanda. 
Il singolare maschile è stato vinto dall'irlandese James Cecil Parke, che si è imposto sul britannico Alfred Beamish in cinque set. Nel doppio maschile si è imposta la coppia formata da Charles Dixon e James Parke. 
Non si sono giocati i tornei femminili e il doppio misto che saranno introdotti nel 1922.

## Risultati

### Singolare maschile
James Cecil Parke ha battuto in finale  Alfred Beamish con il punteggio di 3–6, 6–3, 1–6, 6–1, 7–5.

### Doppio maschile
Charles Dixon /  James Cecil Parke hanno battuto in finale  Alfred Beamish /  Gordon Lowe con il punteggio di 6–4, 6–4, 6–2.